# 下二台镇
下二台镇，是中华人民共和国辽宁省铁岭市昌图县下辖的一个乡镇级行政单位，原为下二台乡，于2013年由乡变镇。

## 行政区划
下二台镇下辖以下地区：
月亮村、东升村、南山村、赵家村、西大村、洪家村、北五村、幸福村、绿化村、田家村、艾家沟村和五棵村。